# Meg Kasdan
Pour les articles homonymes, voir Kasdan.
Meg Kasdan, de son vrai nom Meg Goldman, est une actrice et scénariste américaine. Elle est l'épouse du cinéaste américain Lawrence Kasdan.

## Biographie
Meg Goldman a grandi dans une communauté juive de Detroit. 
Elle épouse le cinéaste Lawrence Kasdan. Ses fils Jake (né en 1974) et Jon (né en 1979) travaillent également dans le cinéma.

## Filmographie

### Actrice
- 1981 : La Fièvre au corps de Lawrence Kasdan : une infirmière
- 1983 : Les Copains d'abord de Lawrence Kasdan : une hôtesse de l'air
- 1985 : Silverado de Lawrence Kasdan : une barmaid
- 1988 : Voyageur malgré lui de Lawrence Kasdan : Réceptioniste

### Scénariste
- 1991 : Grand Canyon de Lawrence Kasdan (également productrice)
- 2012 : Freeway et nous de Lawrence Kasdan (également productrice)

## Nominations
Pour le scénario de Grand Canyon
- Oscars du cinéma 1992 : Oscar du meilleur scénario original
- Golden Globes 1992 : Golden Globe du meilleur scénario
- Writers Guild of America Awards 1992 : Meilleur scénario original